# Dàlneie (Tomsk)
|  | Per a altres significats, vegeu «Dàlneie». |

Dàlneie (en rus: Дальнее) és un poble (possiólok) de l'óblast de Tomsk, a Rússia, que el 2015 tenia 195 habitants.